# Murailles de Montgròs
Les murs de Montgròs sont un site archéologique de l'Âge du fer situé dans la commune d'El Brull (comarque d'Osona), dans la province de Barcelone, en Catalogne, en Espagne,. Ces murs protégeaient un promontoire naturel occupé par les Ibères de la tribu des Ausétans, en barrant son seul accès en pente douce. Ils ont été édifiés au Ve siècle av. J.-C. et renforcés au IIIe siècle av. J.-C.

## Historique
Les murs de Montgrós ont été découverts en 1974 et sont encore en cours de fouilles et de restauration par le Service du patrimoine architectural local de Barcelone. D'importants vestiges de poterie attique ont été découverts à l'intérieur de l'enceinte. Une partie du mur et deux de ses tours ont été restaurées.
Le site a été déclaré Bien d'intérêt culturel en 1988.

## Description
Le site de Montgrós est un promontoire naturel, fortifié du côté est par un double mur barrant l'accès en pente douce et protégé sur les autres côtés par une pente abrupte, formant ainsi une zone à vocation défensive de près de 9 hectares. Le double mur mesure environ 145 m de long, 5 m de large incluant l'intervalle entre les deux murs, avec une hauteur maximale préservée de 3 à 4 m. Il a été construit sans fondations sur la roche nue et/ou sur une couche d'argiles rougeâtres, avec les vestiges d'un établissement antérieur datant de l'Âge du bronze final. La partie centrale du mur s'élève sur une plateforme naturelle légèrement surélevée.
Aux limites sud et nord de ce promontoire naturel, deux tours trapézoïdales (11 × 6 m) ont été construites, à côté desquelles le mur se poursuit jusqu'à rencontrer les falaises. La porte d'accès au promontoire est située du côté sud, défendue par un petit bastion et par une double enceinte à gauche.
Le matériau utilisé pour la construction est le calcaire local, avec des blocs moyens légèrement carrés, d'aspect irrégulier et néanmoins aptes à former des rangées.